# Aleksandar Pantić (1978)
Aleksandar Pantić (in serbo Александар Пантић?; Prokuplje, 1º ottobre 1978) è un ex calciatore serbo, di ruolo difensore.

## Carriera
Debutta da professionista nella stagione 1999-2000 con il Rad Belgrado, dove rimane fino al gennaio 2003, quando si trasferisce allo Zemun, dove resta per sei mesi, quando all'inizio della stagione 2003-2004 ritorna a Belgrado, nelle file dell'Obilic, dove gioca 38 partite, prima di trasferirsi nel mercato invernale 2005 allo Železnik di Belgrado, divenuto FK Voždovac nel 2005.
All'inizio della stagione 2006-2007 viene ingaggiato dalla Stella Rossa, con cui vince il campionato e la coppa di Serbia nel 2007.
Nell'estate del 2008, rimasto svincolato, si trasferisce a Cipro all'Omonia Nicosia.

## Palmarès
- Campionato serbo: 1

Stella Rossa: 2006-2007
- Coppa di Serbia: 1

Stella Rossa: 2006-2007
- Campionato cipriota: 1

Omonia: 2009-2010